# Carme Millà Tersol
Carme Millà Tersol   (Barcelona, 25 de gener de 1911 - Barcelona, 1 de desembre de 1999) fou una dibuixant, dissenyadora, publicista, cartellista i militant anarcosindicalista catalana.

## Biografia
Era filla d'Isabel Tersol i del llibreter i tipògraf Francesc Millà i Gàcio. Estudià a l'Escola Municipal Patronat Domènech del barri de Gràcia de Barcelona.
El 1930 participà en el concurs per al cartell del Club Femení i d'Esports de Barcelona, però no va rebre cap premi. Entre els anys 1931 i 1934 es formà en els cursos de gravat artístic de l'Institut Català de les Arts del Llibre. Va treballar a l'agència de publicitat Valor i entre 1934 i 1936 realitzà els dibuixos per a les cobertes i interiors de la revista La Piel y sus industrias. També va estar vinculada a La Neotípia, impremta que el seu pare contribuí a fundar.
El produir-se el cop d'estat del 18 de juliol de 1936 va ser una de les fundadores de la Secció de Dibuixants, Pintors i Escultors del Sindicat Únic de Professions Liberals de la Confederació Nacional del Treball (CNT), coneguda com a «Dibuixants CNT», i fou nomenada vocal de la Secretaria de Dibuix. El juliol de 1936 redactà els estatuts del Consell de l'Escola Nova Unificada (CENU) i dissenyà el seu cartell Escola Nova, poble lliure. Ella i el seu company, Ramon Saladrigas i Ballbé, representaren la CNT en el comitè permanent d'Enllaç amb el Sindicat de Dibuixants Professionals (SDP) de la UGT. El maig de 1937 va ser nomenada professora d'art de la Generalitat de Catalunya. El març de 1938 va ser nomenada vicepresidenta de la junta directiva de «Dibuixants CNT».
A la fi de la guerra civil espanyola va fugir cap a França amb el seu company i va embarcar al vaixell Méxique, amb el qual el 27 de juliol de 1939 arribà al port de Veracruz. Allí van rebre suport de la Junta d'Auxili als Republicans Espanyols (JARE) i el 1941 van fer una exposició a Veracruz amb Pere Calders. Treballà com a il·lustradora a Mèxic, formant part de l'equip de dibuixant del Diccionario Enciclopédico d'Editorial UTEHA, il·lustrant llibres, fent murals i decorant interiors.
Se separà de Ramon Saladrigas el 1959 i viatjà a Barcelona per fer una exposició a la Sala "Selecciones Jaimes". Després de tornar a Mèxic el 1960, va retornar definitivament a Barcelona el 1961. Va treballar en el sector de la publicitat fins a la seva mort i un cop jubilada col·laborà en les activitats culturals de la Unió Excursionista de Catalunya (UEC).
L'any 2022 el Consorci del Patrimoni de Sitges va dedicar una exposició a les Artistes compromeses amb la República: 1931-1939 a on es mostraven diverses obres de Carme Millà. Es va publicar un catàleg de l'exposició